# Tihó
Tihó (Tihău) település Romániában, Szilágy megyében.

## Fekvése
Szilágy megyében, az Almás patak mellett, egy hegy lábánál fekszik, a Zsibóra menő országút mellett.

## Nevének eredete
A 19. század elején úgy tartották, hogy a település neve a honfoglaló Töhötöm nevét őrzi, akinek itt vára lett volna; ezt vette át Kazinczy Ferenc is Erdélyi levelek' című művében. 20. századi kutatások szerint azonban a név szláv eredetű, és nincs összefüggésben a törzsfő nevével.

## Története
A falu Szurduk felé néző határában római tábor romjait tárták fel. 
Tihó nevét 1560-ban Toho, 1607-ben Tiho néven említik az oklevelek.
A település 1336-ig a Zsombor nemzetség Szilvási ágáé volt, amely ekkor több más birtokkal együtt: Csákigorbó, Gornok, Bezdédtelek, Salamontelek, Zsombortelek, Komlóstelek, Bajka elcserélte Pogány István csicsai és bálványosi várnagynak a Mezőségben lévő Szilvás, Septér és Örményes falvakért.
Az 1560-as évek közepén Bebek Ferenc birtokának írták, akitől azonban hűtlenség miatt elvették és Somlyói Báthory Kristófot iktatták be Tihó birtokába.
1599-ben Mihály vajda egy Toho (Tiho) nevű faluban levő telket adományozott Dobai Jánosnak.
1630-ban Brandenburgi Katalin fejedelemasszony megerősítette Zakariás Istvánt és nejét Básti Annát és e férjétől született gyermekeit tihói birtokukban.
1837-ben Csáki és Nádudvari jogon Kornis gróf, Somai, Rettegi, Mágucz, Bideskuti családok birtoka volt.

## Nevezetességek
- Görögkatolikus temploma.